# Jessica Moore
Jessica Moore (Perth, 1990. augusztus 16. –) ausztrál teniszezőnő, párosban kétszeres junior Grand Slam-tornagyőztes.
2008–2020 közötti profi pályafutása során két páros WTA-tornagyőzelmet szerzett, emellett négy egyéni és 31 páros ITF-tornán végzett az első helyen. Legjobb egyéni világranglista-helyezése egyéniben a 132. hely volt, ezt 2008. október 27-én érte el, párosban a legjobbjaként 2019. május 13-án az 52. helyre került.
2008-ban egyéniben a junior lányok versenyén döntőt játszott az Australian Openen, párosban Polona Hercoggal megnyerte a junior lánypárosok tornáját a Roland Garroson és Wimbledonban. A felnőtt Grand Slam-tornákon a legjobb eredménye egyéniben és párosban is a 2. kör. 2008-ban és 2009-ben tagja volt Ausztrália Fed-kupa-válogatottjának.
A 2020-as Australian Opent követően jelentette be visszavonulását.

### Junior Grand Slam döntői

#### Egyéni

##### Elveszített döntők (1)
| Év   | Bajnokság       | Borítás | Ellenfél    | Eredmény |
| ---- | --------------- | ------- | ----------- | -------- |
| 2008 | Australian Open | Kemény  | Arantxa Rus | 3–6, 4–6 |

#### Páros

##### Győzelmek (2)
| Év   | Bajnokság     | Borítás | Partner       | Ellenfél                     | Eredmény         |
| ---- | ------------- | ------- | ------------- | ---------------------------- | ---------------- |
| 2008 | Roland Garros | Salak   | Polona Hercog | Lesley Kerkhove Arantxa Rus  | 5–7, 6–1, [10–7] |
| 2008 | Wimbledon     | Fű      | Polona Hercog | Isabella Holland Sally Peers | 6–3, 1–6, 6–2    |

## WTA döntői

### Páros

#### Győzelmei (2)
| Összesítés           |                        |
| Grand Slam-torna (0) |                        |
| Tier I (0)           | Premier Mandatory* (0) |
| Tier II (0)          | Premier Five* (0)      |
| Tier III (0)         | Premier* (0)           |
| Tier IV (0)          | International* (2)     |
| Tier V (0)           | Challenger* (0)        |

* 2009-től megváltozott a tornák rendszere.
 Az egymás mellett azonos színnel jelölt tornatípusok között nincs teljes mértékű megfelelés.
| No. | Dátum             | Torna                                             | Borítás   | Partner                 | Ellenfél                          | Eredmény    | Megj. |
| --- | ----------------- | ------------------------------------------------- | --------- | ----------------------- | --------------------------------- | ----------- | ----- |
| 1.  | 2016. július 17.  | BRD Bucharest Open, Bukarest, Románia             | Salak     | Varatchaya Wongteanchai | Alexandra Cadanțu Katarzyna Piter | 6–3, 7–6(5) |       |
| 2.  | 2017. április 30. | Porsche Tennis Grand Prix, Stuttgart, Németország | Salak (f) | Raquel Atawo            | Abigail Spears Katarina Srebotnik | 6–4, 6–4    |       |

#### Elveszített döntői (3)
| No. | Dátum             | Torna                             | Borítás | Partner                 | Ellenfél                            | Eredmény    | Megj. |
| --- | ----------------- | --------------------------------- | ------- | ----------------------- | ----------------------------------- | ----------- | ----- |
| 1.  | 2011. március 6.  | Malaysian Open, Malájzia          | Kemény  | Noppawan Lertcheewakarn | Gyinara Szafina Galina Voszkobojeva | 6–3, 7–6(5) |       |
| 2.  | 2018. október 14. | Tianjin Open, Tiencsin, Kína      | Kemény  | Monique Adamczak        | Nicole Melichar Květa Peschke       | 4–6, 2–6    |       |
| 3.  | 2019. április 7.  | Monterrey Open, Monterrey, Mexikó | Kemény  | Monique Adamczak        | Asia Muhammad Maria Sanchez         | 6–7(2), 4–6 |       |

## Eredményei Grand Slam-tornákon

### Egyéni
| Grand Slam | Australian Open | Australian Open | Roland Garros | Roland Garros   | Wimbledon      | Wimbledon       | US Open        | US Open         |
| Év         | Eredmény        | Utolsó ellenfél | Eredmény      | Utolsó ellenfél | Eredmény       | Utolsó ellenfél | Eredmény       | Utolsó ellenfél |
| 2007       | 1. kör          | Sz Kuznyecova   | –             | –               | –              | –               | 1. kör         | Lucie Šafářová  |
| 2008       | 2. kör          | Sahar Peér      | –             | –               | Selejtező (Q1) | Selejtező (Q1)  | 2. kör         | A-L Grönefeld   |
| 2009       | 2. kör          | Flavia Pennetta | –             | –               | –              | –               | Selejtező (Q1) | Selejtező (Q1)  |
| 2010       | Selejtező (Q1)  | Selejtező (Q1)  | –             | –               | –              | –               | –              | –               |
| 2011       | –               | –               | –             | –               | –              | –               | –              | –               |
| 2012       | –               | –               | –             | –               | –              | –               | –              | –               |
| 2013       | Selejtező (Q1)  | Selejtező (Q1)  | –             | –               | –              | –               | –              | –               |
| 2014       | –               | –               | –             | –               | –              | –               | –              | –               |
| 2015       | Selejtező (Q2)  | Selejtező (Q2)  | –             | –               | –              | –               | –              | –               |
| 2016−2018  | –               | –               | –             | –               | –              | –               | –              | –               |

### Párosban
| Grand Slam | Australian Open             | Australian Open                       | Roland Garros           | Roland Garros                    | Wimbledon               | Wimbledon                         | US Open               | US Open                         |
| Év         | Eredmény Partner            | Utolsó ellenfél                       | Eredmény Partner        | Utolsó ellenfél                  | Eredmény Partner        | Utolsó ellenfél                   | Eredmény Partner      | Utolsó ellenfél                 |
| 2008       | 1. kör Casey Dellacqua      | G Chmelinová Klára Zakopalová         | –                       | –                                | –                       | –                                 | –                     | –                               |
| 2009       | –                           | –                                     | –                       | –                                | –                       | –                                 | –                     | –                               |
| 2010       | 1. kör Sophie Ferguson      | Serena Williams Venus Williams        | –                       | –                                | –                       | –                                 | –                     | –                               |
| 2011       | 1. kör Daniella Dominikovic | Liezel Huber Nagyja Petrova           | –                       | –                                | 1. kör N Lertcheewakarn | Angelique Kerber Christina McHale | –                     | –                               |
| 2012       | –                           | –                                     | –                       | –                                | –                       | –                                 | –                     | –                               |
| 2013       | 1. kör Bojana Bobusic       | Nagyja Petrova Katarina Srebotnik     | –                       | –                                | –                       | –                                 | –                     | –                               |
| 2014       | 1. kör Azra Hadzic          | A-L Grönefeld M Lučić-Baroni          | –                       | –                                | –                       | –                                 | –                     | –                               |
| 2015       | 1. kör Abbie Myers          | J Gajdošová A Tomljanović             | –                       | –                                | –                       | –                                 | –                     | –                               |
| 2016       | 2. kör Storm Sanders        | Sz Kuznyecova Roberta Vinci           | –                       | –                                | Selejtező (Q2)          | Selejtező (Q2)                    | –                     | –                               |
| 2017       | 1. kör Storm Sanders        | Raquel Atawo Hszü Ji-fan              | –                       | –                                | 1. kör Omae Akiko       | Catherine Bellis M Vondroušová    | –                     | –                               |
| 2018       | 2. kör Ellen Perez          | I-C Begu Monica Niculescu             | –                       | –                                | 1. kör Danielle Collins | V Kugyermetova A Szabalenka       | –                     | –                               |
| 2019       | 1. kör Monique Adamczak     | Barbora Krejčíková Kateřina Siniaková | 1. kör Monique Adamczak | Kirsten Flipkens Johanna Larsson | –                       | –                                 | 1. kör Giuliana Olmos | Babos Tímea Kristina Mladenovic |
| 2020       | 1. kör Astra Sharma         | Ashleigh Barty Julia Görges           | –                       | –                                | elmaradt                | elmaradt                          | –                     | –                               |

## Év végi világranglista-helyezései
| Év     | 2006 | 2007 | 2008 | 2009 | 2010 | 2011 | 2012 | 2013 | 2014 | 2015 | 2016 | 2017 | 2018 | 2019 | 2020 |
| Egyéni | 985. | 372. | 140. | 244. | 250. | 412. | 414. | 470. | 409. | 292. | 400. | 427. | 990. | –    | –    |
| Páros  | –    | 408. | 304. | 343. | 199. | 117. | 332. | 284. | 234. | 139. | 92.  | 105. | 70.  | 101. | 120. |